# Рандё
Рандё́ (фр. Rendeux, валлон. Rindeu) — коммуна в Валлонии, расположенная в провинции Люксембург, округ Марш-ан-Фамен. Принадлежит Французскому языковому сообществу Бельгии. На площади 68,83 км² проживают 2285 человек (плотность населения — 33 чел./км²), из которых 49,76 % — мужчины и 50,24 % — женщины. Средний годовой доход на душу населения в 2003 году составлял 10 247 евро.
Почтовый код: 6987. Телефонный код: 084.